# Tove af Danmark
 Denne artikel bør gennemlæses af en person med fagkendskab for at sikre den faglige korrekthed.

Tove af Danmark (Tove fra Venden (Tófa) ca. 970) var dronning af Danmark ved sit giftermål med Harald Blåtand i 960'erne.
Tove regnes for at have været datter af den obotrittiske fyrste Mistivoj.
En søster til Tove, Mścigniewa, var gift med Palnatoke.
Det vides ikke, om Tove overleverede Harald Blåtand, eller om hun døde før sin ægtefælle.

## Runesten for moderen
Tove lod rejse en runesten efter sin mor ved en gravhøj ved Sønder Vissing. Siden 1838 har denne sten stået i Sønder Vissing Kirke beliggende mellem Horsens og Silkeborg. Inskriptionen lyder: Tófa lét gera kuml, Mistivis dóttir, ept móður sína, kona Haralds hins Góða, Gorms sonar. (Tove, Mistivis datter, Harald den Godes, Gorms søns kone, lod gøre kuml (= runer/mindesmærke) efter sin mor).
Det er den eneste kilde vi kender til, hvor Toves navn gengives i sin originale form.

## Måske identisk med Thora
Navneformen Tove/Tófa bruges ikke andre steder om Harald Blåtands hustruer, men hos Arild Huitfeldt (1603) og Jacob Langebek (1772) er en Thora anført som en af Harald Blåtands hustruer. Oplysningen stammer egentlig fra en kongerække, der er vedføjet runehåndskriftet af Skånske Lov, og hvor navnet angives som Þoræ. Det fik efter 1838 flere til at overveje, om Thora/Þoræ og Tófa skulle være den samme. Hos Huitfeldt står der kort om Harald Blåtands hustruer: "Harald haffde Hustruer / Thora oc Gyritha".

## Mistivoj
Navnet Tove kendtes ikke fra andre kilder end runestenen, hvor det skrives med runer som ᛏᚢᚠᛅ, men en obotritterfyrste ved navn Mistivoj plyndrede og nedbrændte Hamburg i 983. Hvis han var Toves far, var det samme år, som hans dattersøn (eller indgiftede barnebarn) Svend Tveskæg generobrede Hedeby.
Obotritterfyrsten Mistivoj var også kendt under døbenavnet Billug. Hvis Tove var hans datter, havde hun halvsøsteren Hodica, som var abbedisse i et nonnekloster i Mecklenburg, men senere blev hentet ud af klostret og bortgiftet til prins Bolesław 1. af Polen. Endvidere vil Tove således have været en søster til Mistislaw, der efterfulgte Mistivoj som obotritterfyrste.

## Eventuelle børn
Selv om det ikke er fastslået, om Tove var mor til nogen af Harald Blåtands børn, kan hun troligvis have været mor til Svend Tveskæg.
Hos Adam af Bremen er det en dronning Gunhild, der er gift med Harald og mor til Sven Tveskæg. Det kan dog ikke udelukkes, at der trods forskellen i navnet er tale om den samme dronning, der omtales hos de forskellige skribenter.